# Vijayanta
O Vijayanta (en: "Vitoriosa") tanque de batalha principal foi construído na Índia com base em um projeto licenciado do Mk.1 Vickers. O protótipo foi concluído em 1963 e o tanque entrou em serviço em 1965. Os primeiros 90 veículos foram construídos pela Vickers no Reino Unido. A produção continuou pela fábrica indiana em paraAvadi até 1983, com cerca de 2.200 veículos sendo construídos. Uma série de tanque foram convertidos para outros usos, como a auto propelida depois de ser retirado de serviço. O Vijayanta foi substituído pelo T-72M1 em serviço indiano.